# 阿方索一世 (葡萄牙)
阿方索一世·恩里克斯（葡萄牙語：Dom Afonso Henriques，1109年6月25日—1185年12月6日），外号征服者（o Conquistador），澳門又作殷豐素，葡萄牙独立后的第一个國王（1139年－1185年在位）。
阿方索·恩里克斯是法国封建主勃艮第的亨利之子。亨利因为与卡斯提爾和雷昂国王阿方索六世的私生女雷昂的特蕾莎结婚，获得葡萄牙伯爵的称号，并得到蒙德戈河与杜罗河河间地带作为封地。当亨利于1112年（或1114年）去世后，极为年幼的阿方索·恩里克斯继承了伯爵的封号，并被宣布为这块领地的领主。雷昂的特蕾莎为儿子摄政，然而她狂热地爱上了加利西亚的贵族費南度·佩雷斯，为了这个情夫她似乎想要剥夺阿方索的继承权。但是1128年，已经成年的阿方索·恩里克斯打敗了自己的母亲，迫使她和佩雷斯离开葡萄牙。这样，他就获得了对这块领地的无可争议的统治权。
在领地内的城市和教会、骑士的支持下，阿方索一世开始为摆脱对雷昂的臣属地位而斗争。他与其表兄卡斯提爾和雷昂国王阿方索七世作战（他是阿方索一世母亲的盟友），在1129年宣布自己为葡萄牙亲王。经过长期的战争和阴谋，阿方索一世最终在1139年达到了使葡萄牙成为獨立王国的目的，并自称为國王。1143年，阿方索七世与阿方索一世和解，并承认他的国王地位。为了确保这种地位，阿方索一世并且主动向教皇英诺森二世提出把葡萄牙作为教皇的臣属。但是，实际上直到1179年，教皇亚历山大三世才承认阿方索为国王。
1139年7月26日，阿方索一世击败了一支摩尔人的军队。此后他的注意力就集中在与摩尔人进行斗争，以扩大统治地域上。他取得了一系列的胜利：1147年夺取圣塔伦；在开往圣地的第二次十字军的帮助下，于当年10月攻占了里斯本。他并且征服了今天葡萄牙南部的一些地区。为了有助于葡萄牙未来的扩展，阿方索一世设法使圣殿骑士团和医院骑士团在葡萄牙设立分团。
阿方索一世在晚年與兒子桑乔一世分享權力，直到于1185年去世。如果从继承葡萄牙伯爵时来看，他是欧洲在位时间最长的统治者之一。
現今葡人把阿方索認可為葡萄牙的「國父（Pai da Nação）」，在2007年票選最偉大的葡萄牙人中，他排名第四。

## 早年
阿丰索是勃艮第的亨利和特蕾莎的儿子，特蕾莎是莱昂和卡斯提尔国王阿方索六世的私生女。根据1419年弗尔南奥·洛佩斯的《Crónica de Portugal de 1419》，这位未来的葡萄牙国王出生在吉马良斯，那里是当时他父母最重要的政治中心。这被大多数葡萄牙学者接受，直到1990年历史学家托尔夸托·德·苏萨·苏亚雷斯提出科英布拉才是阿方索一世的出生地，同时科英布拉是阿方索的祖先的另一个政治中心。这在吉马良斯引起了愤怒，并在Torquato de Sousa Soares和历史学家Jose Hermano Saraiva之间引起了争论。历史学家阿尔梅达·费尔南德斯后来根据《科索伦》一书，将维苏作为阿方索的出生地。然而历史学家阿贝尔·埃斯特法尼奥提出了一个不同的日期和论点，根据已知的亨利和特蕾莎的旅行路线，他提出1106年是出生日期，而坎波斯地区甚至萨阿贡地区可能是出生地点。
当时阿方索一世的父母亨利和特蕾莎共同统治着葡萄牙，直到亨利在1112年5月22日的阿斯特尔加围攻中去世，特蕾莎独自统治了葡萄牙。她宣布自己为女王(1116年教皇帕斯卡尔二世承认了这一声明)，但却被抓了起来，并被迫向她同父异母的姐姐莱昂王国的乌拉卡重申她的封臣身份。
特蕾莎因为偏爱后夫，意图剥夺阿方索的继承权，导致她与阿方索母子反目，阿方索因而投靠了姨母乌拉卡女王并最终击败自己的母亲和继父并将他们放逐。

## 子女
- 桑喬一世(1154年－1211年)，葡萄牙國王
- 葡萄牙的烏拉卡(1148年－1211年)，雷昂及加利西亞國王費爾南多二世王后
- 葡萄牙的特蕾莎（英语：Theresa of Portugal, Countess of Flanders）(1151年－1218年)，弗蘭德伯爵夫人，後改嫁勃艮第公爵奧圖三世（英语：Odo III, Duke of Burgundy）
- 葡萄牙的瑪法爾達（英语：Mafalda of Portugal (born 1153)）(1153年－1162年)